# Ван дер Беллен, Александр
Александр Ван дер Бе́ллен (нем. Alexander Van der Bellen; род. 18 января 1944, Вена, Третий рейх) — австрийский экономист и политический деятель, лидер партии Зелёных (Die Grünen — Die Grüne Alternative) в 1997—2008 годах. 4 декабря 2016 года избран президентом Австрии, вступил в должность 26 января 2017 года.

## Происхождение
Предки Александра Ван дер Беллена по отцовской линии переселились из Голландии в Россию в конце XVII века и с XVIII века жили в Псковской губернии. Один из прадедов Александра ван дер Беллена по отцовской линии (Георг Максимилиан Рейман) родился в 1826 году в Полтавской губернии, на территории современной Украины. Его дед, Александр фон дер Беллен (1859—1924), родился в Пскове и обозначал свою национальность как «россиянин», занимал разные административные должности в Пскове и в губернии (в частности, в марте—июле 1917 года был губернским комиссаром Временного правительства). Отец, Александр Александрович (ван дер) Беллен (1898—1966) родился в Пскове. Летом 1919 года, когда Псков был в течение нескольких месяцев захвачен эстонской армией в ходе Эстонской войны за независимость (ноябрь 1918 года — февраль 1920 года), семья переселилась в Эстонию. Изучал правоведение в Тартуском университете. После присоединения Эстонии к СССР в 1940 году вместе с женой переехал как репатриант в Германию. После периода проживания в лагере для беженцев под Вюрцбургом, семья переехала в Вену. Александр Ван дер Беллен родился в Вене в 1944 году. В конце Второй мировой войны при приближении советских войск к Вене семья, опасаясь репрессий со стороны советских властей, переехала в западную часть Австрии — в коммуну (Gemeinde) Каунерталь в Тироле.
Ван дер Беллен неоднократно подчёркивал, что происходит из семьи беженцев. В 1958 году его семья получила австрийское гражданство (до этого в их документах было указано эстонское гражданство, хотя Эстония с 1940 года была частью СССР). Родители Ван дер Беллена общались между собой по-русски, но сам он русским языком не владеет.

## Образование и научная карьера
В 1962 году Александр Ван дер Беллен окончил гимназию в Инсбруке. В 1970 году получил докторскую степень в области экономических наук в Инсбрукском университете. Преподавал в 1968—1971 годах в Инсбрукском университете, в 1972—1974 годах в институте менеджмента и управления (Internationales Institut für Management und Verwaltung) в Западном Берлине. В 1975 году получил хабилитацию. В 1976 году стал профессором в Инсбрукском университете. В 1977 году переехал в Вену. В 1977—1980 годах преподавал в Академии менеджмента (Verwaltungsakademie des Bundes), в 1980 году стал профессором экономики в Венском университете. Между 1990—1994 годов был деканом и заместителем декана факультета экономики.
Его научные исследования относились к следующим областям экономики: планирование и финансовая политика общественного сектора, финансовая политика инфраструктур, налогообложение, государственные расходы, государственное регулирование, общественные предприятия, политика в области охраны окружающей среды и транспорта.

## Политическая карьера
До 1992 года Александр Ван дер Беллен состоял в Социал-демократической партии Австрии (SPÖ). В 1994 году он был избран депутатом Национального совета Австрии (нижней палаты парламента) от Партии зелёных. В 1997 году стал лидером партии, в 1999 году — председателем парламентской фракции («клуба»). При нём Партия зелёных впервые получила больше 10 % голосов на парламентских выборах: 7,4 % (14 мест в Национальном совете) в 1999, 9,5 % (17 мест) в 2002, 11 % (21 место) в 2006. На выборах 2008 года партия получила 10,4 % голосов и потеряла одно место в Национальном совете, после чего Ван дер Беллен ушёл с постов лидера партии и председателя фракции. В 2012—2015 был депутатом ландтага (Landtag, парламент федеральной земли) и городского совета (Gemeinderat) Вены.
В опросах общественного мнения личные показатели Ван дер Беллена часто были существенно выше показателей его партии. Он имеет репутацию очень порядочного и эрудированного политика.

## Президентские выборы 2016 года
В январе 2016 года Ван дер Беллен объявил, что выставляет свою кандидатуру на должность президента Австрии в рамках президентских выборов 2016 года. Он выступал как независимый кандидат при поддержке Партии зелёных. Первый тур выборов состоялся 24 апреля 2016 года, в нём участвовали шесть кандидатов. Сначала Ван дер Беллен заметно лидировал в прогнозах и считался основным претендентом на выход во второй тур (если ни один из кандидатов не набирает более 50 % в первом туре, то двое, набравших наибольшее количество голосов, выходят во второй тур), однако в течение марта-апреля резко выросли показатели кандидата от праворадикальной Партии свободы (FPÖ) Норберта Хофера. Вплоть до выборов большинство опросов по-прежнему показывали, что Ван дер Беллен опережает других кандидатов. Тем не менее, в первом туре Ван дер Беллен с существенным отрывом уступил Норберту Хоферу и оказался на втором месте, ненамного опередив независимую Ирмгард Грисс (Хофер получил 35,05 % голосов, Ван дер Беллен 21,34 %, Грисс 18,94 %). Согласно подробным результатам голосования, Ван дер Беллен получил больше голосов, чем другие кандидаты, в основном в крупных городах: Вене, Граце, Линце, Брегенце. Кроме того, анализ голосования по разным группам населения показал, что за него проголосовали 35 % людей с высшим образованием и 39 % с законченным средним образованием.
Норберт Хофер и Александр Ван дер Беллен вышли во второй тур выборов, который состоялся 22 мая 2016 года. Во втором туре Ван дер Беллен получил 50,35 % голосов и, таким образом, победил на выборах. Он должен был вступить в должность президента Австрии 8 июля 2016 года. Однако Партия свободы (FPÖ) обжаловала результат выборов из-за имевших место нарушений регламента при подсчёте голосов, которые теоретически могли быть использованы для манипуляций (при этом никаких подозрений о том, что такие манипуляции фактически имели место, не было). Примеры таких нарушений: подсчёт голосов, посланных по почте, раньше времени, установленного законом; отсутствие некоторых членов выборных комиссий при подсчёте голосов; публикация текущих результатов голосования в отдельных округах до окончания голосования. 1 июля 2016 года Конституционный суд Австрии принял решение отменить результаты второго тура выборов и назначить повторные выборы. Повторные выборы были назначены на 2 октября 2016 года, но позднее были перенесены на 4 декабря из-за того, что многие бланки для заочного голосования оказались дефектными. После напряжённой предвыборной борьбы 4 декабря 2016 года Ван дер Беллен победил на выборах, набрав 53,69 % голосов. Он вступил в должность президента Австрии 26 января 2017 года.
28 мая 2019 года, через день после того, как парламент Австрии в связи со скандалом Ибица-гейт впервые с 1945 года вынес вотум недоверия федеральному канцлеру Себастьяну Курцу, Ван дер Беллен отправил Курца в отставку.
22 мая 2022 года Александр Ван дер Беллен заявил о планах баллотироваться на новый срок, выборы прошли 9 октября 2022 года. Александр Ван дер Беллен победил в первом туре.

## Награды
2004: Почётный знак «За заслуги перед Австрийской Республикой» (большой золотой знак со звездой).
- Большой крест ордена Белого льва (2023, Чехия)[22]

## Прочее
Александр Ван дер Беллен проживает в Вене. Состоял в браке с первой женой в течение более 50 лет, имеет двух детей. В 2015 году вступил во второй брак.
Вследствие происхождения из голландской семьи, проживающей на территории Российской империи, уменьшительное имя Ван дер Беллена — Саша (Sascha, также Saschi). В прессе его часто называют по инициалам: VdB (произносится фау-де-бе).
Он известен как заядлый курильщик (что находит отражение во многих шаржах и карикатурах на него).
В 2019 году объявил о возвращении в Евангелическую церковь Аугсбургского вероисповедания Австрии.